# Les Gutches
Leslie Lyle "Les" Gutches, (* 21. února 1973 v Medfordu, Oregon, Spojené státy americké) je bývalý americký zápasník – volnostylař. Volnému stylu se začal věnovat na střední škole v rodném Medfordu. Vrcholově se zápasení věnoval na univerzitě v Corvallisu v Oregonu. V roce 1996 se účastnil americké olympijské kvalifikace na olympijské hry v Atlantě jako vyhlášený nejlepší univerzitní zápasník. Ve finále se utkal s olympijským vítězem Kevinem Jacksonem, porazil ho a zajistil si překvapivou kvalifikaci na olympijské hry. Od úvodního kola olympijského turnaje se však držel vzadu a ve třetím kole se mu tato takitika vymstila proti Elmahdi Džabrajilovi z Kazachstánu. Obsadil 7. místo. V roce 1997 si spravil chuť ziskem titulu mistra světa v ruském Krasnojarsku. V roce 2000 prohrál v americké olympijské kvalifikaci ve finále s Charlesem Burtonem a přišel o start na olympijských hrách v Sydney. Sportovní kariéru ukončil v roce 2001. Věnuje se trenérské a funkcionářské práci.